# Robert Ier d'Auvergne
Pour les articles homonymes, voir Robert Ier et Robert d'Auvergne.
 (août 2024).
Si vous disposez d'ouvrages ou d'articles de référence ou si vous connaissez des sites web de qualité traitant du thème abordé ici, merci de compléter l'article en donnant les références utiles à sa vérifiabilité et en les liant à la section « Notes et références ».
Robert Ier, né vers 970 est mort vers 1032, est comte d'Auvergne de 1016 à 1032.

## Biographie
Il devient comte d'Auvergne à la mort de son père Guillaume IV d'Auvergne vers 1016. Il est nommé cette année-là pour une souscription à la fondation de l'église de St-Genès. Sa piété ne l'empêcha pas de s'approprier les biens de l'église d'Aydat, qu'il fut obligé de restituer en 1022.
Epoux d'Ermengarde d'Arles, fille de Guillaume Ier de Provence et de Blanche d'Anjou, il est le père de Guillaume V et d'Ermengarde d'Auvergne, comtesse de Blois.